# Coming Soon (banda de Francia)
Coming Soon es una banda de anti-folk formada en el 2005 en Annecy, Francia. también la banda posee influencias de géneros como: indie rock, freak folk, y música experimental. sus sencillos son cantados en inglés.

## Historia
Coming Soon se formó originalmente por (Leo Bear Creek, Lupus Ben y Billy Jet Pilot) en el 2005, poco después se unió a la banda Howard Hughes, Banjo Alex, Caroline Van Pelt y María Salomé. Sin embargo Caroline Van Pelt en el 2009 dejó la banda para buscarse rumbo diferente. 
En el lanzamiento de su primer álbum, "New Grids", el miembro más joven de la banda es Leo Bear Creek y el miembro de más edad del grupo es Howard Hughes. 
En el 2007, la banda firmó con el sello discográfico Kitchen Music y en marzo de 2007, la banda hizo una sesión de Take-Away Show con la filmación de sus videos musicales.
El grupo está principalmente influenciado por géneros como la americana y la escena del anti-folk.

## Integrantes

### Formación actual
- Howard Hughes - vocalista
- Leo Bear Creek - batería, vocal de apoyo, ukulele
- Ben Lupus - guitarra, vocal de apoyo
- Alex Banjo - guitarra, vocal de apoyo
- Billy Jet Pilot - bajo, vocal de apoyo
- Mary Salomé - clarinete, xilófono, vocal de apoyo
- Alexander Van Pelt - vocal de apoyo, órgano

### Exintegrantes
- Caroline Van Pelt - teclados, vocal de apoyo (2005 - 2009)

## Discografía

### Álbumes de estudio
- 2008: "New Grids"
- 2009: "Ghost Train Tragedy"
- 2014: "Tiger Meets Lion"
- 2018: "Sentimental Jukebox"

### EP
- 2007: "The Escort"
- 2009: "Love in the Afternoon"
- 2013: "Dissapear Here"
- 2014: "Wait For It"
- 2014: "Capture the Name"
- 2015: "Sun Gets In"

### Compilaciones
- 2006: "Songwriting Is Not a Crime"
- 2007: "Berlin Songs Vol. 2"
- 2008: "Les Inrockuptibles présentent Objectif 2008 - Vol. 1"
- 2008: "Les Inrockuptibles Présentent Une Rentrée 2009, Vol. 1"
- 2009: "LSTN Europe #1"
- 2009: "Miss Météores"
- 2009: "Eats Music !!!"'
- 2009: "Daho Pleyel Paris"
- 2011: "B-Sides & Rarities vol. 1, vol. 2 & vol. 3"
- 2011: "Jacno Future"

### Sencillos
- "Broken Heart"
- "Big Boy"
- "Moonchild"
- "The Wedding Terrance"